# Logos-Hungary Keresztény Főiskola
A Logos-Hungary Keresztény Főiskola miskolci székhelyű, államilag nem akkreditált, alapítványi működésű felsőoktatási intézmény. A Logos European College és az SBIS partner főiskolája. Standard, protestáns Szentírás-értelmezést, etikát, gyakorlati és rendszeres teológiát, kommunikáció és vezetés-elméleti tantárgyakat oktató, amerikai BA diplomát adó, modern kreditrendszerű főiskola.

## Célkitűzés
A Logos magyarországi munkája egy nemzetközi összefogás, egy 2000-ben alapított oktatási szövetség. Az amerikai Southern Bible Institute and Seminary, a skót Logos-European College, valamint a magyar Logos-Hungary Alapítvány közös társulása abból a célból jött létre, hogy az egyházi tanulmányi megújulás egyik eszköze legyen Magyarországon. A Logos-Hungary Keresztény Főiskola széles körű szolgálati tapasztalatot, modernizált, a mai követelményeknek megfelelő egyházi oktatási környezetet biztosítson.

## Története
1998. novemberében Dr. Geoff Carr és több magyar egyházi vezető találkozóján született meg az ötlet egy alapítványi keresztény főiskola elindításáról. A látás egy modernizált főiskola volt, ami gyakorlatias Biblia ismeretet adó, az egyházvezetési problémákat nyíltan tárgyaló, a teológiai tudományok tekintetében problémamegoldás-centrikus, projekt alapú és csoportmunkára késztető oktatási anyaggal szolgál a hallgatók felé. A Logos-Hungary Christian College alapításakor (1999-ben) megfelelő jogi keret szükségessége miatt 2000-ben Logos-Hungary néven alapítványt hoztak létre.
Oktatási céljaik megvalósítása érdekében még ebben az esztendőben együttműködési megállapodást kötöttek a Logos-European College-dzsel (Skócia) valamint a floridai Logos Christian College and Graduate Schoolsszal, (Jacksonville) ill. későbbiekben az Amerikai Déli Baptista Konvenció főiskolájával, a Southern Bible Institute and Seminaryvel (Georgia, Thomson).
A Logos-Hungary végzősei 2003-tól már társfőiskolai együttműködésben kapnak okleveleket, elismerő fokozatokat és amerikai teológusi BA diplomákat.
Jelenleg is az Akadémiai Dékán hivatala a Logos European College főiskolán működik, (Dalgety Bay, Skócia) de a magyar főiskola igazgatás (igazgató, tanulmányi vezető) a Logos European College-i főiskolához kapcsolódóan a Logos-Hungary Keresztény Főiskolán koordinálja a helyi munkát. A Logos-Hungary Keresztény Főiskola vezetősége, tanárai, előadói és tanulói a Logos-European College (Dalgety Bay, Scotland) Procedures Manual útmutatásai alapján dolgoznak.
A 2000-2001. tanévben 56 fő részvételével indult meg a BA teológus képzés a Bibliai Tudományok szakon. A 2003. évben szakdolgozatot író és első ízben diplomázó hallgatók száma 19 fő volt. 2004-2005-ben a diplomázók száma 16 fő volt. Jelenleg a Magyar Evangéliumi Szövetség (Aliansz) aktív partnereként, helyileg továbbra is Miskolcon, a Miskolci Önkormányzattól bérelt, és az Önkormányzat által 90%-san támogatással biztosított Logos Házban.
Az intézményben, 2009-ben több mint 32 gyülekezetből tanultak hallgatók (9 megyéből). A főiskola éves szinten 35 meghívott előadóval, tanárral, pásztorral, egyházvezetővel dolgozik együtt, szemináriumokat, és (nyitott) konferenciákat rendez negyedévente.

## A Logos oktatási szemlélete
A Logos-Hungary Keresztény Főiskola alapításakor szakított az Európára jellemző porosz oktatási hagyományokkal, ami a múlt elméletére és gyakorlatára, az emberi nagyságok tekintélyére, a hagyományra, az elmére, a magolásra, és a teljesítménycentralizmusra épül. A Logos főiskolán nem kombinálják a vallási és kulturális hagyományokat, hanem a kurzusainkban arra támaszkodnak, ami „meg van írva” a Szentírásban.
A kialakított oktatás igyekszik kellőképpen figyelembe venni a hallgatók belső természetét és szükségleteit, a személyiség értékeit kibontakoztatni, bevonni őket személyes ajándékaik szerint az együttműködésen alapuló tanulási-tanítási stratégiákba: a csoport- és műhelymunkákba, projektekbe.
Előadóiknál meghatározó az egyház prioritás alapú szemlélete, a biblikus sáfárság gondolata, valamint hogy a személyes szolgálati motiváció minél nagyobb teret kapjon a tanítás-tanulás folyamatában, és hatékonyabbá tegye azt.
„A bibliai tanulmányokat eszköznek kell tekintenünk a gyülekezetek építése, a szolgálatok támogatása céljából, hogy erős hatást gyakoroljon az életünkre, családunkra, a minket körülvevő közösségekre. Ezért a hallgatóknál a tárgyi tudás közvetítése mellett szem előtt tartjuk olyan készségek és kompetenciák fejlesztését, mint az új ismeretek befogadására, megértésére, alkalmazására való gyakorlottság; a rugalmasság és alkalmazkodóképesség; az együttműködési és közvetlen kommunikációs képesség; a problémamegoldó készség, döntéshelyzetek önálló kezelése; a kreativitás; a megbízhatóság, ill. az írott modern kommunikáció alkalmazásának képessége, fogalmak, értékek megértése, tolerálása ill. alkotása.”

## Szervezeti felépítése
A Logos-Hungary Christian College társfőiskolai szerződésben dolgozik együtt partner szervezeteivel: a Logos-European College-dzsel (Skócia) és a Southern Bible Institute and Seminaryval (USA, Georgia).
A főiskola dékánja Dr. A. Geoff Carr, a Logos-European College főigazgatója, a Southern Bible Institute and Seminary igazgatósági tanácsának tagja. A Southern Bible Institute and Seminary a Déli Baptista Szövetség lelkészképző intézete.

## Oktatási tevékenysége
A graduális képzés azoknak, akik a helyi közösségükben, civil szervezetekben, szakemberekként dolgoznának olyan felismert készségekkel, amelyek egyrészt személyiségükből, másrészt a felismert ajándékaikból aknázhatók ki. A BA Bibliai tudományok szak kb. 6 félből és Egyéni záróprogramból áll, melynek kurzusait a Logos Life-kredit akkreditáció lerövidítheti. A hallgatónak a tanulmányi évei alatt 120 kreditet kell megszereznie. Minden tanév 10 kurzusra, azaz egymásután tíz 4 hetes szakaszra oszlik.
A Logos Life-kreditrendszere: Bizonyítvánnyal igazolt, korábbi (megfeleltethető) tanulmányok kreditpontokat kaphatnak; hosszabb ideje végzett gyülekezeti/egyházi szolgálat szintén kreditpontokká átszámítható. Az így szerzett többlet kredittel arányosan lerövidül a kötelező tanulmányi idő.
A képzés menete rugalmasan változhat a részidős (normál) tanrend szükségszerűen E-tanrend-re (távoktatás) módosítható, ahol a kurzusok előadásai, kutatásai, jegyzetei, kommunikációi letölthetőek, valamint Interneten követhető tanulmányi előrehaladás is monitorozható.

## BA Bibliai Tudományok Szak és Posztgraduális képzés
A teológus alapképzés (BA) célja keresztény szakemberek kiképzése az egyház számára. A képzés olyan szakmai készségekkel gazdagítja a hallgatókat, melyek képessé teszik őket arra, hogy alapszinten jártasak legyenek az egyházi szolgálatban, valamint rendelkezzenek a lelkigondozás, tanácsadás azon készségeivel és módszereivel, amelyeket főképpen az egyházkormányzás, valamint a különböző csoport munkák terén képesek az egyének, csoportok és szervezetek támogatására és fejlesztésére használni. A képzés biztosítja továbbá a lelkészi pálya alapmoduljainak az elsajátítását és olyan Biblia ismereti, nevelési, kommunikációs és humánfejlődési ismereteket nyújt, amelyek nemcsak a Szentírással kapcsolatos nevelés, oktatás, valamint tanácsadás gyakorlati művelésére képesítenek, hanem a Logos-European College „Master of Divinity” mesterszakához, valamint lelkészképzőjéhez is bemenetet képeznek.

## A miskolci campuson megszerezhető elismerő fokozatok, diplomák
| Cetificate                                                     | Logos-European College                     | 30 kredit  |
| Diploma                                                        | Logos-European College                     | 60 kredit  |
| Higher Diploma                                                 | Logos-European College                     | 90 kredit  |
| „Bachelor Of Arts in Biblical Studies” – BA Bibliai Tudományok | Southern Bible Institute and Seminary, USA | 120 kredit |